# Hevensen
Hevensen ist ein Ortsteil der Kleinstadt Hardegsen im Landkreis Northeim im südlichen Niedersachsen.

## Lage
Hevensen liegt im Tal der Espolde auf einer Höhe von 165 m ü. NN. Während der Hauptteil der Ortschaft südlich der Espolde liegt, befindet sich ein Gutshof mit kleiner Siedlung und Nebengebäuden am nördlichen Rand der B446. Zu Hevensen gehört auch die Ober Hevenser Mühle knapp 1 km flussaufwärts vom Ortskern an der Landstraße 556. Der nächstgelegene Nachbarort ist Wolbrechtshausen unmittelbar ostsüdöstlich des Ortes.

## Geschichte
Der Bezug zweier früher Erwähnungen von Hewineshusen in den Fuldaer Traditionen aus den Jahren 978 und 980 auf Hevensen ist umstritten, diese Erwähnungen werden in neuerer Literatur auf Hebenshausen bezogen. Die nächste schriftliche Erwähnung ist aus dem Jahr 1103 als Havenhusen im Urkundenbuch des Hochstifts Hildesheim überliefert.
Im 13. Jahrhundert versetzte das Kapitel am Hildesheimer Dom seinen Hevenser Besitz, den es von den Nichten von Bischof Udo von Gleichen-Reinhausen geschenkt bekommen hatte.
Seit dem 17. Jahrhundert haben die Herren von Pape hier bis heute einen Gutshof. Im Jahre 1808 werden in Hevensen 50 Feuerstellen erwähnt, 1925 betrug die Einwohnerzahl 376 und ging bis 1939 auf 360 zurück.
Am 1. März 1974 wurde Hevensen in die Stadt Hardegsen eingegliedert.

## Politik
Hevensen hat einen siebenköpfigen Ortsrat. An Kommunalwahl 2021 wurde sich mit 61,42 Prozent beteiligt und dabei folgende Sitzverteilung erreicht:
| Ortsrat 2021Insgesamt 7 Sitze - SPD: 3 - BBH: 4 BBH: Bürger-Bündnis Hevensen |

Ortsbürgermeister ist seit 2015 Henning Ropeter.

## St.-Lambert-Kirche

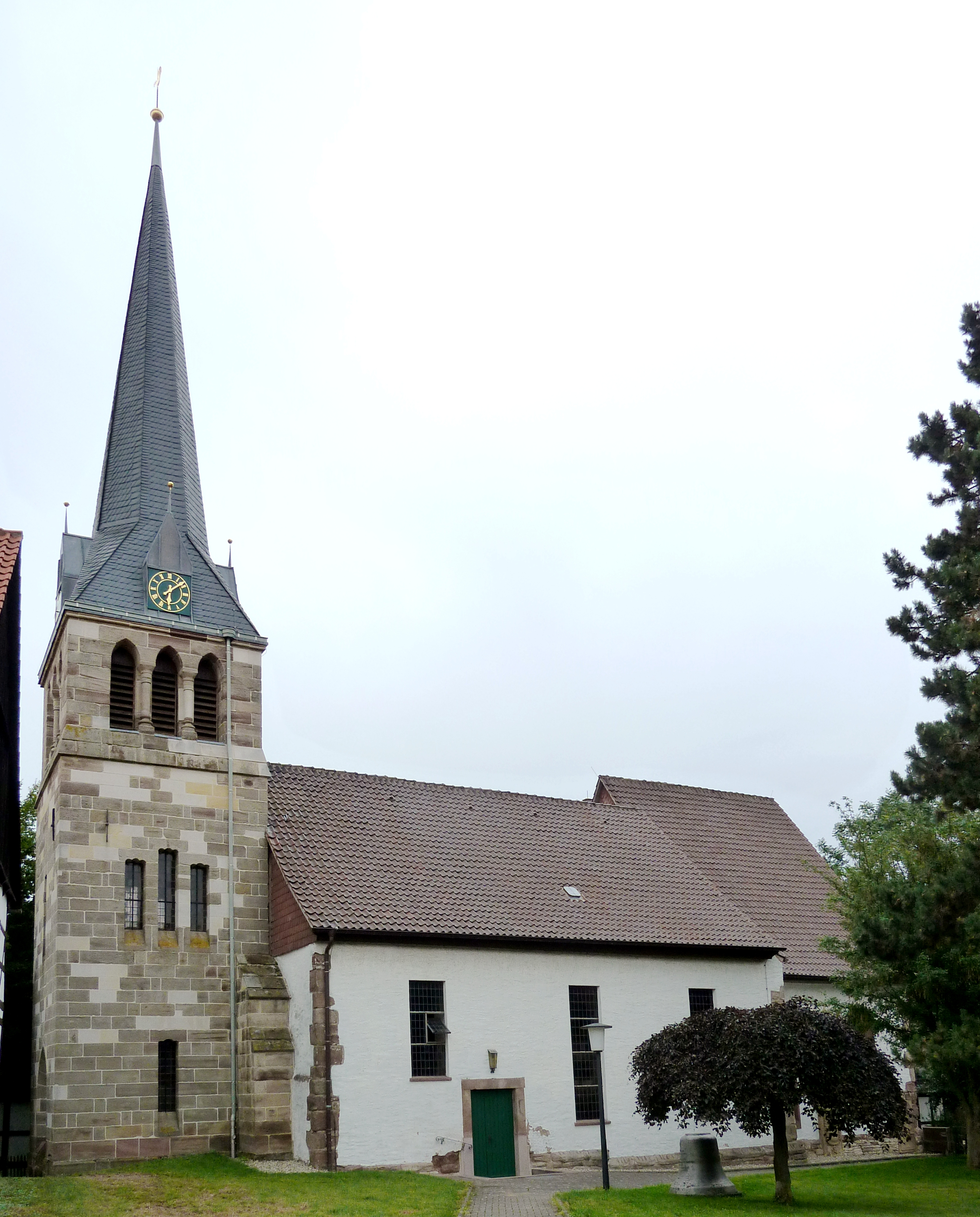
St.-Lambert-Kirche

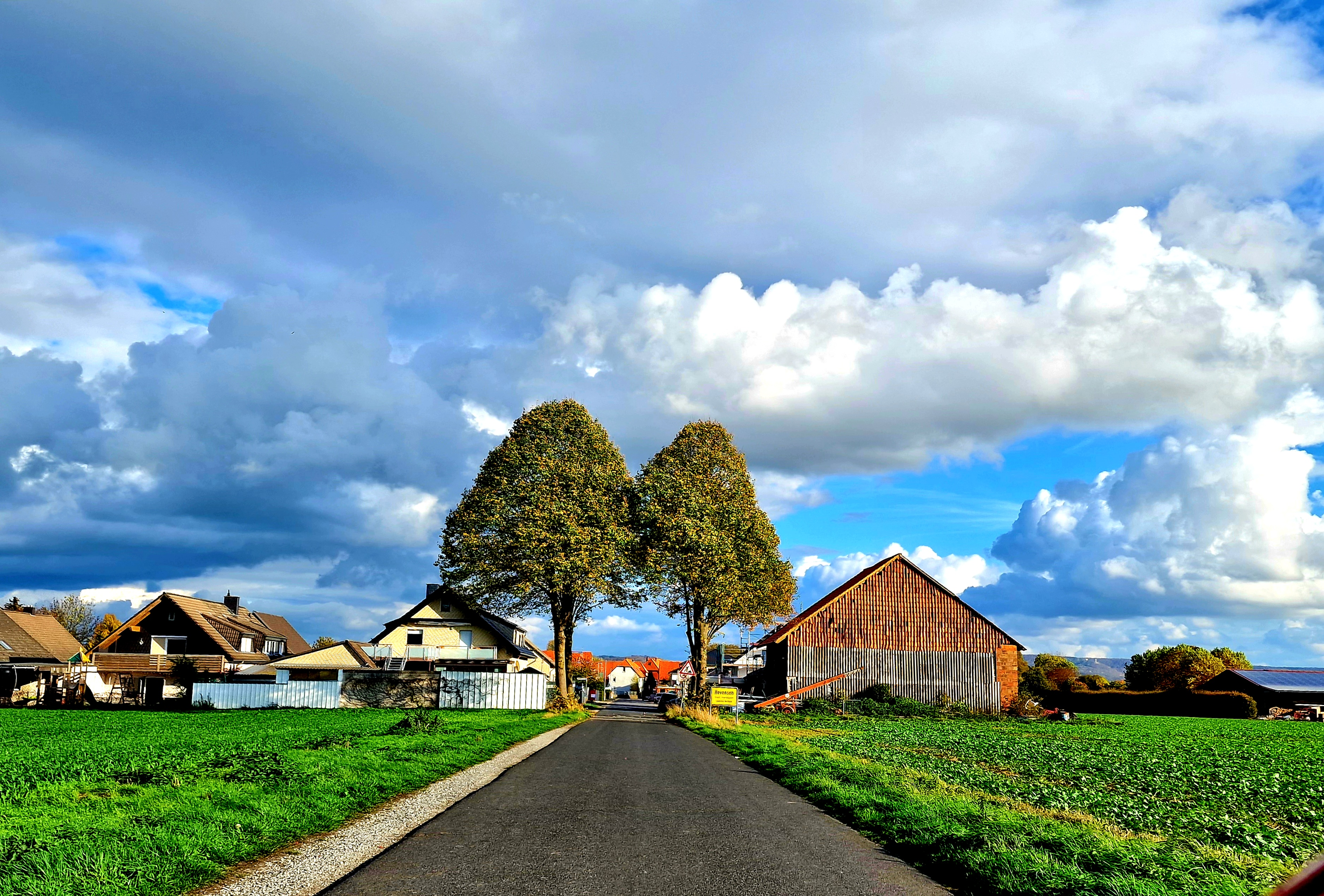
Einfahrt nach Hevensen

Die evangelisch-lutherische Kirche in Hevensen zeigt heute ein wenig einheitliches Aussehen und hat eine bewegte Baugeschichte. 1640 wurde Achatius Mylius dort Pastor. Im Siebenjährigen Krieg wurde sie zerstört und später nach und nach größtenteils neu gebaut, auch mit Hilfe von Max Kolde. Der eingerückte gotische Chorraum mit hohem Dach stammt noch überwiegend aus dem Ende des 15. Jahrhunderts, während im 1782 erneuerten Langhaus die mitverwendete gotische Bausubstanz nur noch an wenigen Stellen sichtbar ist, auch Reste des romanischen Ursprungsbaus sind im Kirchenschiff noch enthalten. 1805 erhielt der Saal neue Fenster. Langhaus und Chor sind hell verputzt, der 1885–1886 nach einem Entwurf von Conrad Wilhelm Hase errichtete neugotische Turm ist aus unverputzten Sandsteinquadern errichtet und von einem verschieferten Spitzhelm bekrönt. Der spätgotische Altar mit vergoldeten Schnitzfiguren zeigt im Mittelteil eine Kreuzigungsgruppe und auf den Flügeln Passions- und Auferstehungsdarstellungen. Auf den gemalten Außenflügeln sind Szenen aus der Geburtsgeschichte Jesu dargestellt, die Malereien werden Hans von Geismar oder seinem Umfeld zugeschrieben. Filialkapelle der Parochie der Hevenser Lambertikirche waren Wolbrechtshausen und Behrensen. Heute gehört die Kirchengemeinde Hevensen-Lutterhausen zum Kirchenkreis Leine-Solling.

## Vereinswesen
Zu den Vereinen gehört ein Baseball- und Softball-Verein. Außerdem gibt es hier einen Internationalen Schulbauernhof.